# Тимотин, Иван Фёдорович
Ива́н Фёдорович Тимотин (рум. Ivan Timotin; род. 1 февраля 1961, с. Карагаш, Слободзейский район, Молдавская ССР, СССР) — молдавский тренер по дзюдо и самбо, государственный и общественный деятель Приднестровской Молдавской Республики.  Начальник Государственной службы по спорту Приднестровской Молдавской Республики с 1 августа 2013 по 27 декабря 2016.

## Биография
Родился 1 февраля 1961 в селе Карагаш Слободзейского района Молдавской ССР.

### Образование
В 1978 окончил сельскую среднюю школу № 1 и поступил на факультет физического воспитания Кишинёвского государственного педагогического института на специальность «физическое воспитание».

### Трудовая деятельность
В 1982 работал учителем физического воспитания в тираспольской школе № 14.
С 1982 по 1984 проходил срочную службу в рядах Советской армии.
В 1985 устроился на работу в Тираспольскую школу борьбы и бокса на отделение борьбы дзюдо, где работал тренером-преподавателем. За период тренерской работы подготовил победителей первенств СССР, чемпионов и призёров Чемпионатов Мира, Европы и Молдавии, участников Олимпийских игр — Лилия Бурдюжа, Елисей Василакий, Людмила Кристя, Алексей Курлат, Анна Лисовая, Евгений Осадчий, Анна Репида.
В 2012 был назначен на должность директора МОУ ДО «Тираспольская СДЮШОР борьбы и бокса» и возглавлял её до 2014 года.
С 1 августа 2013 по 27 декабря 2016 — начальник Государственной службы по спорту Приднестровской Молдавской Республики.
Вице-президент клуба ТОРИ.

## Семья
Женат, воспитывает дочь.

## Награды
- Орден «Трудовая слава»[8]
- Медаль «За трудовую доблесть»
- Грамота Президента Приднестровской Молдавской Республики
- Благодарственное письмо Президента Приднестровской Молдавской Республики[9]
- Заслуженный тренер Приднестровской Молдавской Республики (1995)
- Заслуженный деятель физической культуры и спорта Приднестровской Молдавской Республики
- Почётная грамота Правительства Приднестровской Молдавской Республики[10]
- Заслуженный тренер Республики Молдова